# Oskar Rosenfeld
Oskar Rosenfeld (geboren am 13. Mai 1884 in Koryčany, Österreich-Ungarn; gestorben vermutlich im August 1944 im KZ Auschwitz) war ein österreichischer Schriftsteller, Journalist und Zionist.

## Leben
Nachdem Oskar Rosenfeld seine Matura am Gymnasium in Ungarisch Hradiste erfolgreich absolviert hatte, zog er nach Wien, wo er 1902 ein Studium der Kunstgeschichte und Philologie begann. In Wien lernte Rosenfeld Theodor Herzl kennen. Dank ihm begeisterte er sich für die zionistische Ideologie und trat für eine kulturelle jüdische Identität ein. Nach der Promotion über Philipp Otto Runge in der Romantik im Jahre 1908 widmete er sich ganz seinen literarischen und künstlerischen Interessen.
Schon während des Studiums schrieb Rosenfeld Kritiken und Kommentare über Literatur, Kunst und Theater für führende jüdische Zeitschriften und Zeitungen. 1907 oder 1908 begründete er zusammen mit Adolf Stand, Egon Brecher, Hugo Zuckermann und Leo Goldhammer eine jüdische Theaterinitiative in Wien. Das Hauptziel dieses Ensembles, das im Intimen Theater in der Praterstraße 34 auftrat, war, anspruchsvolle jüdische Stücke auf Deutsch zu inszenieren. Hier wirkte er sowohl als Regisseur und Dramaturg als auch als Schauspieler mit. Rosenfeld war bereits während der Gymnasialjahre schriftstellerisch tätig, erst zwischen 1910 und 1920 erschienen aber seine bis heute bekannten Prosatexte: der Roman Die vierte Galerie. Ein Wiener Roman, die Novelle Mendl Ruhig. Eine Erzählung aus dem mährischen Gettoleben und die Novellensammlung Tage und Nächte.
Nach dem Anschluss Österreichs 1938 emigrierte Rosenfeld mit seiner Frau Henriette 1938 nach Prag, von wo er weiter journalistisch tätig war. Am 4. November 1941 wurde Rosenfeld in das Ghetto Litzmannstadt deportiert. Dort arbeitete er in dem Archiv der Statistischen Abteilung, das zwischen den Jahren 1941 und 1944 eine Tageschronik verfasste. Rosenfeld wurde im August 1944 nach Auschwitz deportiert, wo er vermutlich sofort ermordet wurde.

## Anerkennung durch Zeitgenossen
Über das Leben und Werk sowie über die Anerkennung durch Zeitgenossen geben unter anderem die Ehrungen anlässlich seines 50. Geburtstags einen Eindruck. Am 28. Juni 1935 veranstalteten die „Jüdischen Künstlerspiele“ einen „Dr. Oskar Rosenfeld-Abend“. Gespielt wurden ein Einakter von Jizchok Leib Perez sowie jüdische Volkslieder von Glücksmann. Am 17. Mai 1935 wurde Rosenfeld mit einem Artikel gewürdigt, der nicht nur seine bisherige Laufbahn zusammenfasste, sondern auch auf seine besonderen Eigenschaften aufmerksam machte:
„Ein ganzer Journalist, und doch grundverschieden von dem Typus des Journalisten von heute. Ein geschworener Feind des Banalen, ein Hasser jeder ‚Geschäftigkeit‘, jeder Sensationshascherei. Ein Mann von Geist und literarischem Charakter, der in der Behandlung des kleinsten Details zum Ausdrucke kommt. Dr. Oskar Rosenfeld bereichert das jüdische und zionistische Leben und Schrifttum.“

## Werk
Oskar Rosenfeld war bereits vor dem Ersten wie Zweiten Weltkrieg journalistisch und schriftstellerisch tätig. Gleichzeitig trat er für die jüdische Kultur ein und trug an Kulturabenden vor. Er übersetzte Texte anderer Autoren ins Deutsche, vor allem für die Verbreitung der östlich-jüdischen Literatur setzte er sich ein. Während des Zweiten Weltkriegs und in der Gettozeit schrieb er weiterhin private wie öffentliche Texte.

### Journalistische Tätigkeit
In den Jahren zwischen 1902 und 1938 arbeitete Rosenfeld für folgende (jüdische) Zeitschriften und Zeitungen:
- Die Welt (1904–1906, 1910–1911)
- Unsere Hoffnung. Zeitschrift für die reifere jüdische Jugend (1905–1909)
- Der Merker. Österreichische Zeitschrift für Musik und Theater (1911, 1913)
- Pester Lloyd (Juni–August 1918)
- Frankfurter Zeitung (Juli 1918)
- Esra (1919)
- Menorah (1923)
- Wiener Morgenzeitung (1923–1927)
- Die Neue Welt (1928–1938)
- Jüdisches Nachrichtenblatt (1940–1941)

Heutzutage existieren über 800, u. a. von den Mitarbeitern der Arbeitsstelle Holocaustliteratur und im Rahmen des zwischen 2008 und 2010 an der Universität Heidelberg durchgeführten FRONTIER-Projekts „Schreiben im Holocaust“ ermittelte, Zeitungs- bzw. Zeitschriftenartikel, Erzählungen und Übersetzungen anderer Autoren von Oskar Rosenfeld aus der oben genannten Zeit. Er schrieb Literatur-, Theater- und Buchkritiken sowie Essays mit zionistischem Charakter. In den Jahren des Ersten Weltkriegs hielt er sich in Sofia auf, von wo er u. a. für die „Frankfurter Zeitung“ schrieb. Auch aus Sofia sandte Rosenfeld Berichte an den „Pester Lloyd“. Ab 1923 arbeitete Rosenfeld als Redakteur für die „Wiener Morgenzeitung“ und ab 1929 in leitender Position für „Die Neue Welt“. Nachdem die Letztere von den Nationalsozialisten verboten wurde und Rosenfeld mit seiner Ehefrau am 12. März 1938 nach Prag emigrierte, schrieb er weiterhin für die Presse. Es existieren mehrere seiner Texte aus den Jahren 1940 und 1941, welche im „Jüdischen Nachrichtenblatt“ Prag veröffentlicht wurden. Seinen letzten Bericht verfasste er am 25. April 1941, also etwa sieben Monate vor der Deportation in das Ghetto Litzmannstadt.

### Romancier
Zwischen 1910 und 1920 erschienen Rosenfelds bis heute erhalten gebliebenen Prosatexte: der Roman Die vierte Galerie. Ein Wiener Roman über die Epoche Gustav Mahlers im Wiener Musikleben (1910), die Novelle „Mendl Ruhig. Eine Erzählung aus dem mährischen Gettoleben“ (1914) und die Novellensammlung „Tage und Nächte“ (1920).
Im Mittelpunkt dieser Texte stehen „Existenzbedingungen jüdischer Menschen in Österreich“: Seine Protagonisten werden stets mit der eigenen jüdischen Identität konfrontiert. Ein weiteres Motiv in dem Roman Die vierte Galerie ist zudem die „absterbende Kultur der Stadt“ Wien. Aber nicht nur die Stadt ist dem Zerfallen nahe, auch die einzelnen Romanfiguren erweisen sich z. B. als der Liebe unfähig, eine Pose begleitet viele Lebensinhalte der abgebildeten Menschen.
Die Novelle Mendl Ruhig spielt in einem jüdischen Shtetl in Mähren. Ihr Protagonist und gleichzeitig Titelgestalt, Mendl Ruhig (eigentlich Emanuel Schindelmacher), ist ein Einzel- und Müßiggänger, ein Verwaister, der in der kleinen Gemeinde mehrere Aufgaben nacheinander übernimmt, ohne dass er sie wirklich erfolgreich ausführt: Er beweist sich weder auf seiner Lehrstelle, noch als Gemeindediener, noch als Zehnter vermag er erfolgreich zu sein. Als seine Stelle von einem anderen Gemeindemitglied übernommen wird, zieht er sich in die Natur zurück. Am Versöhnungstag macht er sich auf, „die große Stadt zu schauen“. Das gelingt ihm, und so erweist er sich als der „weise Narr“, der es fertigbringt, die enge der Heimat zu bezwingen. Er überwindet damit auch die Isoliertheit der jüdischen Gemeinde.

### Vorträge und Übersetzungen
Neben seiner schriftstellerischen und journalistischen Tätigkeit war Rosenfeld als Übersetzer anderer Autoren tätig und trug im Rahmen der von den Wiener Judenverbänden veranstaltenden Kulturabende vor. In den Jahren 1925–1938 hielt er mindestens 17 Vorträge zu unterschiedlichen Themen wie jüdische Kultur, jüdisches Theater aber auch ganz allgemein zum jüdischen Leben in Europa. Hinweise auf diese Veranstaltungen finden sich in den Annoncen der „Wiener Morgenzeitung“ und „Der Neuen Welt“.
Zwischen 1917 und 1937 war Rosenfeld als Übersetzer aus dem Französischen, Amerikanischen, Tschechischen sowie Jiddischen tätig und übersetzte Werke anderer jüdischer zeitgenössischer Autoren ins Deutsche.

### Das Schreiben im Getto Lodz/Litzmannstadt
Im November 1941 wurde Oskar Rosenfeld in das Ghetto Litzmannstadt deportiert. Seine Frau Henriette konnte noch rechtzeitig nach England emigrieren.
Im Ghetto Litzmannstadt, dem zweitgrößten jüdischen Getto in dem von den Nationalsozialisten besetzten Polen, begann am 12. Januar 1941 in dem „Archiv“, einer Abteilung der jüdischen Selbstverwaltung, eines der größten Projekte der jüdischen Ghettobewohner: die Chronik des Gettos Lodz/Litzmannstadt. Anfangs in polnischer, dann in polnischer und deutscher, schließlich nur noch in deutscher Sprache, wurden in Form von Tagesberichten die wichtigsten Ereignisse aus dem Leben des Gettos festgehalten. Die Mitarbeiter des Archivs recherchierten ihre Informationen selbst vor Ort. Die Arbeiten wurden im Geheimen geführt und oblagen der Kontrolle des Judenältesten, Chaim Rumkowski. Die Chronik war von Anfang an nicht für den zeitgenössischen Leser, sondern für den Leser der Zukunft bestimmt. Die Mitarbeiter des Archivs und Chronisten waren neben Oskar Rosenfeld auch Oskar Singer (1893–1944), Bernhard Heilig (1902–1943), Peter Wertheimer (1890-verm. 1944), Alice Chana de Buton (1901–1944), Julian Cukier-Cerski (1904–1943), Bernard Ostrowski (1908–1945 nach Israel ausgewandert), Józef Klementynowski (1892–1944), Szmul Rozensztajn (1898–1944) und Abram Kamieniecki (1874–1943). Oskar Rosenfeld arbeitete für das Archiv ab Juni 1942.
Der anfangs etwas trockene Schreibstil, in dem die ersten Artikel geschrieben wurden, änderte sich mit der Zeit und vor allem nach dem Tod des ersten polnischen Chronikleiters. Im Januar 1943 erkrankte Cukier-Cerski, der polnische Hauptautor der „Chronik“. Damit wurde Oskar Singer zum kommissarischen Leiter des Projekts. Nicht nur eine sprachliche Änderung hatte der Wechsel zur Folge (ab November 1942 erschienen die Einträge verstärkt, ab Januar 1943 nur noch auf Deutsch). Singer führte auch neue journalistische Formen ein, u. a. den „Kleinen Getto-Spiegel“, „eine Rubrik, die mehr als alle anderen dazu geeignet war, die beschriebene Vermittlungsfunktion zu erfüllen. Hier verdichteten Singer und […] Rosenfeld die Getto-Erfahrungen zu literarischen Miniaturen oder feuilletonistischen Szenen.“
Anfang 1944 wurde ein weiteres Projekt begonnen: die „Enzyklopädie“. Auf Karteikarten in Polnisch, Deutsch und Jiddisch erstellten die Autoren ein Lexikon, in dem sie – scheinbar retrospektiv – wichtige Persönlichkeiten und Institutionen vorstellten und Begriffe erläuterten, die entweder neu entstanden oder unter den spezifischen Bedingungen des Gettos eine andere Bedeutung bekommen hatten. Oskar Rosenfeld schrieb Ende 1943:
„Nirgends in der Welt gab es eine Gemeinschaft von Menschen, die mit der des Gettos verglichen werden könnte. Die Veränderung aller sozialen, geistigen und ökonomischen Funktionen hatte auch eine Veränderung der meisten Begriffe zur Folge.“
Das heißt:
„Der Wandel der Lebensformen erzwang den Wandel der Begriffsformen. Wort und Wortfolgen genügten nicht mehr den Ansprüchen der Gettowelt.“
Während Rosenfeld in der Wiener Zeit als aktiver Zionist immer wieder nicht nur journalistische Texte verfasste, sondern auch Vorträge hielt, zog er sich im Getto fast völlig ins Private zurück. Dies bedeutete jedoch nicht, dass er sich für das Getto und die dort lebenden Menschen nicht interessierte. Vielmehr verarbeitete er die Ereignisse und das kollektive Schicksal der mitgefangenen Juden „auf Papier“. Im Getto entstand Rosenfelds letzter privater Text, sein Tagebuch „Wozu noch Welt“, das ebenso wie die „Chronik“ für den Leser aus der Zukunft gedacht war. Der erste Eintrag stammt vom 17. Februar 1942, der letzte erhalten gebliebene trägt das Datum des 28. Juli 1944. Die Schulhefte, in welchen Rosenfeld seine persönlichen Aufzeichnungen, Entwürfe, Skizzen, Motive für geplante literarische Erzählungen sowie Notizen zu der Geschichte des Gettos verfasste, wurden vergraben und im Sommer 1945 geborgen. 1970 gelangten sie zu dem Überlebenden Abraham Cykiert nach Melbourne, der sie 1973 nach Israel schickte, sie liegen heute in der israelischen Gedenkstätte Yad Vashem.
Einige wenige Texte wurden direkt in die „Chronik“ übernommen. Doch die meisten Einträge beinhalten unverblümte „Schilderungen des Alltags und der inneren Konflikte des Gettos, von Hunger, Zwangsarbeit und Deportationen, der Bemühungen um kulturelles, soziales und religiöses Leben, des Kampfes um die Bewahrung menschlicher Würde und ihre fortwährende Zertrümmerung.“

## Ausgewählte Literatur

### Primärliteratur
- Mendl Ruhig, Heidelberg: Saturn Verlag Hermann Meister, 1914.
- Tage und Nächte, Leipzig: Ilf-Verlag, 1920.
- Die vierte Galerie. Ein Wiener Roman, Wien: Heller, 1910.
- Wozu noch Welt. Aufzeichnungen aus dem Getto Lodz, hrsg. von Hanno Loewy, Frankfurt am Main: Verlag Neue Kritik, 1994.

### Sekundärliteratur
- Andrea Löw: Juden im Getto Litzmannstadt. Lebensbedingungen, Selbstwahrnehmung, Verhalten. Wallstein Verlag, Göttingen 2006, ISBN 978-3-8353-0050-7
- Die Chronik des Gettos Lodz/Litzmannstadt, 5. Bde., hrsg. von Sascha Feuchert, Erwin Leibfried und Jörg Riecke, Göttingen: Wallstein, 2007.
- Sascha Feuchert: Oskar Rosenfeld und Oskar Singer. Zwei Autoren des Lodzer Gettos. Studien zur Holocaustliteratur, Frankfurt am Main: Peter Lang, 2004 (=Gießener Arbeiten zur Neueren Deutschen Literatur und Literaturwissenschaft, 24).
- Josef Fränkel: Dr. Oskar Rosenfeld – 50 Jahre, in: Die neue Welt, Jg. 9 (1935), H. 164 (17. Mai 1935), S. 2.
- Kronika Getta Lodzkiego/Litzmannstadt Getto 1941–1944. Opracowanie i redakcja naukowa Julian Baranowski, Krystyna Radziszewska, Jacek Walicki, Ewa Wiatr, Piotr Zawilski u. a. 5 Bände. Lodz: Archivum Panstwowe w Lodzi/Wydawnictwo Uniwersytetu Lodzkiego, 2009.